# Socha Panny Marie Karlovské (Praha)
Socha Panny Marie Karlovské je barokní pískovcová socha, která se nachází v kostele Nanebevzetí Panny Marie na Karlově na Novém Městě v Praze. Je chráněna jako kulturní památka České republiky.

## Historie
Sochu pro tehdejšího místodržitele hraběte Černína zhotovil v roce 1720 sochař Matěj Václav Jäckel ze Saska podle obrazu Karlovského za 28 zlatých. Byla umístěna u domu v Ječné proti ústí ulice Ke Karlovu, aby ukazovala poutníkům cestu. V roce 1884 byla přenesena do ulice Salmovská, kde byla pravděpodobně umístěna v nice ve zdi východně od č.p. 1563 (na styku parcel č. 1891 a 2497).
V roce 1982 byl předložen ke schválení projekt budovy na zahradním pozemku v Salmovské, ohradní zeď bývalé jezuitské koleje byla zbořena a socha Panny Marie Karlovské byla přenesena na dvůr domu čp. 505 v sousedství kostela svatého Ignáce. Na žádost Galerie hl. m Prahy byla roku 1990 přemístěna do mariánského chrámu na Karlově.

## Popis
Pískovcová socha zhotovená v roce 1720 (až 1725?) byla polychromována pravděpodobně roku 1884 a restaurována v roce 1988. Její výška je 210 cm.

## Další informace
- Zmiňovaný karlovský obraz pochází od barokního malíře Jana Jiřího Heinsche. Po zrušení kláštera s kostelem při Josefínských reformách byl roku 1785 přenesen do nedalekého kostela svatého Apolináře, kde je umístěn na postranním oltáři. V roce 1871 zhotovil pro Karlovský chrám Josef Vojtěch Hellich jeho věrnou kopii.[6]